# Inversa kvadratlagen

representerar ljuskällan, medan representerar de uppmätta punkterna. Raderna representerar flödet som härstammar från källorna och från tidigare flöden. Det totala antalet flödeslinjer beror på styrkan hos källan och är konstant med ökande avstånd, där en större täthet av flödeslinjer (linjer per ytenhet) innebär ett starkare fält. Densiteten hos flödeslinjer är omvänt proportionell mot kvadraten på avståndet från källan eftersom en sfärs yta ökar med kvadraten på radien.
Fältintensiteten är således omvänt proportionell mot kvadraten på avståndet från källan.

Inversa kvadratlagen är en naturlag som beskriver att en specifik fysikalisk kvantitet är omvänt proportionell mot kvadraten på avståndet från källan. Den grundläggande orsaken till detta kan förstås som en geometrisk spridning av punktkällstrålning i tredimensionell rymd.

## Formel
Matematiskt kan den inversa kvadratlagen skrivas som
{\displaystyle I\propto {\frac {1}{A^{2}}}}
där {\textstyle I} är intensiteten och {\textstyle A} är avståndet från källan.
Alternativt kan lagen skrivas som
{\displaystyle {\frac {I_{1}}{I_{2}}}={\frac {A_{2}^{2}}{A_{1}^{2}}}\Leftrightarrow I_{1}\times A_{1}^{2}=I_{2}\times A_{2}^{2}}